# 涅米羅夫區

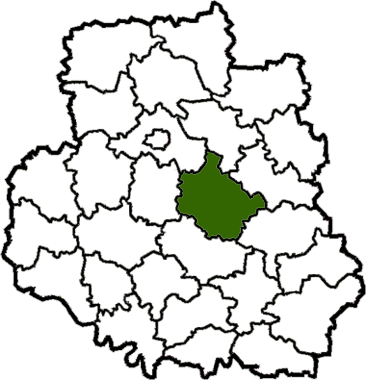
涅米羅夫區在文尼察州的位置

涅米羅夫區（烏克蘭語：Немирівський район），曾是烏克蘭西南部文尼察州的一個區，行政中心設於涅米羅夫，面積1,290平方公里，2013年人口51,261，人口密度每平方公里39.74人。
该区在2020年乌克兰行政区划改革中撤销，其区域并入文尼察區。